# Сокільчанська волость
Сокільчанська волость — історична адміністративно-територіальна одиниця Сквирського повіту Київської губернії з центром у селі Сокільча.
Станом на 1886 рік складалася з 4 поселень, 4 сільських громад. Населення — 4396 осіб (2222 чоловічої статі та 2174 — жіночої), 495 дворових господарств.
Наприкінці ХІХ ст. волость було ліквідовано, поселення приєднано до Попільнянської (Сокільча, Харліївка) та Бровківської (Війтівці) волостей.
|                     | Площа, десятин | У тому числі орної, дес. |
| ------------------- | -------------- | ------------------------ |
| Сільських громад    | 4747           | 3678                     |
| Приватної власності | 4474           | 2821                     |
| Іншої власності     | 192            | 127                      |
| Загалом             | 9413           | 6626                     |

Основні поселення волості:
- Сокільча — колишнє власницьке містечко при річці Унава за 40 верст від повітового міста, 876 осіб, 108 дворів, волосне правління, православна церква, школа, 2 постоялих двори, 6 лавок, 2 водяних млини.
- Війтівці — колишнє власницьке село при річці Унава, 1122 особи, 133 двори, православна церква, школа, 2 постоялих двори, водяний млин.
- Харліївка — колишнє власницьке село при річці Кам'янка, 1585 осіб, 201 двір, православна церква, школа, 2 постоялих двори, водяний млин, пивоварний та винокуренний заводи.